# Музей Карима Хакимова
Музей Карима Хакимова — мемориальный музей видного советского революционера-дипломата, первого уполномоченного представителя Советской России в арабских странах, внесшему значительный вклад в установление добрых отношений между молодой Советской Республикой и арабо-персидским миром Карима Абдрауфовича Хакимова. 

## История и описание музея
В 1969 году по инициативе партийной организации, правления колхоза «Марс», при поддержке Совмина Республики Башкортостан, Министерства культуры РБ, исполкома райсовета было начато строительство здания для музея в деревне Дюсяново Бижбулякского районы Башкортостана. 12 июля 1969 года состоялось его торжественное открытие. В 1992 году было построено новое деревянное здание музея.
До 2005 года музей являлся филиалом Национального музея Республики Башкортостан. А с 2006 года является муниципальным музеем Бижбулякский муниципального района.
У истоков создания музея Карима Хакимова стоит член Союза журналистов СССР, долгие годы проработавший главным редактором и председателем Радиокомитета при Совете Министров БАССР и сотрудники историко-краеведческого музея БАССР Лутфи Закирович Гадилов.
В музее собрано 374 экспонатов основного и 644 экспонатов научно-вспомогательного фонда, в том числе личные вещи (мандолина, курительная трубка, дорожный сундук и другие), фото‑ и документальные материалы о жизни и деятельности К. А. Хакимова. Экспозиция показывают детские и юношеские годы, дипломатическую деятельность Хакимова в Иране, Йемене, Саудовской Аравии.
Перед зданием установлен бюст революционеру-дипломату (автор — скульптор Р.Сулейманов). Территорию музея украшают сосны, голубые ели. Музей посещают в среднем 2000 человек в год. В музее проводятся вечера памяти дипломата, викторины, конкурсы чтецов. Активными участниками массовых мероприятий, проводимых в музее и вне музея, являются односельчане, гости деревни.